# David Niemann
David Niemann (* 1990 in Bielefeld) ist ein deutscher Dirigent.

## Leben

### Ausbildung
Niemann wurde als Sohn einer Musiklehrerin und eines Fernsehproduzenten geboren. Im Alter von drei Jahren begann er mit dem Geigenspiel und spielte u. a. im Bundesjugendorchester und in der Jungen Deutschen Philharmonie. Nachdem sich sein Berufswunsch zum Dirigieren hin entwickelte, wurde er 2007 Jungstudent in der Dirigierklasse von David de Villiers an der Folkwang Universität in Essen. Anschließend studierte er von 2009 bis 2015 an der Hochschule für Musik und Theater „Felix Mendelssohn Bartholdy“ Leipzig sowie an der Hochschule für Musik und Theater Hamburg bei Ulrich Windfuhr Dirigieren und verbrachte zwei Semester im Rahmen des Erasmus-Programmes an der Sibelius Academy Helsinki in der Klasse von Leif Segerstam. Darüber hinaus studierte er 2014–2015 im Dutch National Master of Conducting bei Ed Spanjaard und Jac van Steen.
Meisterkurse besuchte er u. a. bei Alan Gilbert, Marc Albrecht und Jaap van Zweden und war 2014 Student der American Academy of Conducting in Aspen. Seit 2020 ist er Dozent für Orchesterdirigieren an der Hochschule für Musik und Theater in München.
2015 erhielt er beim Internationalen Malko-Dirigierwettbewerb in Kopenhagen den 2. Preis und dirigierte im Finalkonzert, welches live im dänischen Fernsehen übertragen wurde, das Danish National Symphony Orchestra.

### Dirigate
Von 2015 bis 2018 war Niemann Assistenzdirigent von Michael Schønwandt am Opernhaus in Montpellier, wo er zahlreiche Opernproduktionen und Sinfoniekonzerte leitete, darunter unter anderem Produktionen von Ravels „L‘enfant et les sortilèges“ und Schumanns „Manfred“. 2016 leitete er bei den Salzburger Festspielen die Neuproduktion der Kinderoper „The fairy queen“ und dirigierte im selben Jahr an der Wiener Staatsoper die Wiederaufnahme der Kinderoper „Pünktchen und Anton“ von Ivan Eröd.
Wiederholt leitete er als Gastdirigent u. a. das Orchestre Philharmonique du Luxembourg, das Orchestre National du Capitole de Toulouse, das Qatar Philharmonic Orchestra, das Orchestre National Montpellier und das Helsingborg Symphony Orchestra. Eine rege Zusammenarbeit verbindet ihn seit seinem Debüt im Januar 2020 im kleinen Saal der Elbphilharmonie mit dem Ensemble modern, mit welchem er seitdem neben Konzerten auch Radioeinspielungen dirigierte.
Weitere Engagements führten ihn u. a. zum Danish National Symphony Orchestra, zum Deutsche Symphonie Orchester Berlin, zum Belgian National Orchestra, zum Residentie Orkest, zum Turku Philharmonic, zum Orchestre National de Lille, an die Staatsoper Hannover, zum Orchestre National Avignon Provence, zum Orquestra Simfònoca del Vallès, zur Jungen Deutschen Philharmonie, zum Malmö Opera Orchestra, zum Sønderjyllands Symfonieorkester, zum Orchestre Symphonique de Nancy und zum Folkwang Kammerorchester Essen.
Er arbeitete mit Solisten wie Gerhard Oppitz, Ann Hallenberg, Tobias Feldmann, Nicolas Dautricourt und Wibi Soerjadi zusammen, seit 2016 verbindet ihn eine enge Zusammenarbeit mit dem französischen Pianisten, Improvisateur und Komponisten Jean-François Zygel.
Uraufführungen dirigierte Niemann unter anderem von Dieter Schnebel, Malika Kishino, Birke Bertelsmeier und Ulrich Kreppein.

## Auszeichnungen
- 2015: 2. Preis beim Internationalen Nikolai-Malko-Dirigierwettbewerb in Kopenhagen[4][5]
- 2015: 3. Preis beim deutschen Hochschulwettbewerb Dirigieren in Stuttgart[16]